# کینگا زمیک
کینگا زمیک (انگلیسی: Kinga Szemik؛ زادهٔ ۲۵ ژوئن ۱۹۹۷) بازیکن فوتبال اهل لهستان است.
وی همچنین در تیم‌های ملی فوتبال Poland women's national under-17 football team و زنان لهستان بازی کرده‌است.